# Шарканский, Владимир Хаимович
Влади́мир Ха́имович Шарка́нский (16 июня 1947, Кишинёв — 14 декабря 2018, Нью-Йорк, Нью-Йорк) — молдавский и советский самбист и дзюдоист, чемпион и призёр чемпионатов СССР по самбо.

## Биография
Родился в Кишинёве. В возрасте 13 лет попал в секцию вольной борьбы под руководством Андрея Андреевича Доги. Через год Дога поменял направление и стал преподавать самбо. Всего через несколько лет 16-летний Владимир стал мастером спорта по самбо.
После призвания в армию, Владимир попал в спорт роту ЦСКА где продолжил тренировки под руководством грандов советского самбо и дзюдо Звягинцева, Мищенко, Степанова. На одном из чемпионатов СССР, Шарканский был отмечен грамотой как самый техничный борец чемпионата. По окончании срочной службы руководство ЦСКА предложило Шарканскому остаться и выступать за спорт клуб армии. Вопреки уговорам тренеров, Владимир решил вернуться в родной Кишинёв, где стал работать тенером.
В конце 1970-х годов с родителями и сестрой Владимир Шарканский эмигрировал через Италию в США. В Бруклине, на Брайтон-Бич, Владимир Шарканский открыл зал борьбы дзюдо под названием «Олимпик» (позже «Брайтон Дзюдо»), где он много лет тренировал детей, юношей и взрослых.

## Спортивные результаты
- Первенство СССР по самбо среди юниоров 1967 года — [3];
- Чемпионат СССР по самбо 1970 года — ;
- Чемпионат СССР по самбо 1971 года — ;
- Летняя Спартакиада народов СССР 1971 года — ;
- Чемпионат СССР по самбо 1974 года — ;